# 캐리비안뭍집게
캐리비안 뭍집게(학명: Coenobita clypeatus) 또는 피피 소라게는 카리브해, 베네수엘라, 버뮤다 제도 그리고 아라비아해에 사는 뭍집게의 한 종이다. 캐리비안 뭍집게들은 잡식성 청소동물이고 내륙에서 100마리 이상으로 떼를 지어 몰려다니기도 한다. 낮에는 주로 어두운 곳에 숨으나 가끔 관광객들에게 낮에 기어다니는 모습을 보여주기도 한다.

## 설명
캐리비안 뭍집게의 색깔은 연한 빨강에서 짙은 갈색 또는 포도주 색깔까지 다양하다. 눈자루는 둥글고 하얀데, 밑쪽에는 검은색이나 갈색의 줄이 있다. 눈은 타원형이다. 배는 짧고 통통하며, 4개의 걷는다리, 1쌍의 집게발, 소라껍질을 붙드는 4개의 작은 다리, 그리고 2쌍의 더듬이가 있는데, 안쪽것은 마디가 두개 있다. 육지에서 생활하지만 변형된 아가미를 가지고 있으며, 높은 습도와 소라껍질속에 채운 물이 아가미를 촉촉하게 유지시켜줌으로써 공기중에서 산소를 뽑아낼수 있게 해준다. 집게발이 보라색이라서 "퍼플 핀처"라는 별명도 있다.

## 애완동물
애완동물로 자주 길러지며, 잘 기르면 30년까지도 살 수 있지만, 많은 업자들이 잘못된 방법을 고객들에게 알려줘 한 달을 채 못 가고 죽기도 한다. "칼라셸", 또는 "뷰티셸" 등등의 색칠된 소라껍질은 쓰지 않아야 하는데, 주로 업자들이 유해한 페인트나 마감재를 쓰고, 인도네시아에서는 강제로 "칼라셸" 안으로 쑤셔넣고, 또한 뭍집게가 살기에 적당한 환경이라면 높은 습도, 온도, 그리고 모래가 페인트나 마감재를 벗겨내고 그것을 뭍집게가 먹을 수 있다. 또한 "칼라셸", "뷰티셸" 등등이 해롭지 않다는 말은 사람의 피부에 해롭지 않다는 말이고 뭍집게가 먹었을 때 해롭지 않다는 말이 아니다. 그리고 이상하게 윤기가 나는 소라껍질은 마감재가 칠해져 있을 가능성이 많기 때문에 쓰지 않아야 한다. 캐리비안 뭍집게는 집 안에서 한 번도 번식된 적이 없지만 집 바깥에서 길렀을 때는 번식에 성공한 적이 있다. 그러나 10일 이상 생존한 조에아는 없었다. 캐리비안 뭍집게들은 70%에서 80% 정도의 습도를 필요로 하며, 24 °C 의 온도가 적당하다.

## 먹이
뭍집게는 잡식성 청소동물이다. 야생에서는 코코넛, 음식물 쓰레기, 또는 죽은 물고기나 뭍집게들과 같이 죽은 생물도 먹는다. 모래속에 자신의 음식을 파뭍기도 하는데, 나중에 다른 뭍집게들에게 빼앗길 수도 있다. 애완동물로써는 전용 사료를 주지만 완전하지 않기 때문에 다른 먹이도 줘야 하고, 코코넛, 파파야, 망고, 사과, 바나나, 시금치, 또는 당근을 주면 잘 먹는다.

## 껍질
다른 모든 뭍집게들과 같이, 캐리비안 뭍집게도 껍질을 필요로 한다. 연한 배를 보호하고 물을 채우기 위함인데, 주로 해양 복족류들의 빈 껍질을 쓰고 육지 복족류들의 껍질은 잘 쓰지 않는데, 육지 복족류들의 껍질이 불편하기 때문이다. 소라게들이 껍질을 바꾸는 것은 흔한 일인데, 왜냐하면 소라게들은 계속 더 좋은 소라껍질을 찾아 다니기 때문이다. 가끔 소라껍질이 적을때에는 상대방의 소라껍질을 두고 싸우기도 한다. 시노비타 클리피에이터스가 주로 좋아하는 소라껍질들은 입구가 둥글고, 안쪽이 매끌한 진주층으로 덮혀있는 종류의 소라껍질들인데, 주로 소라과(Turbinidae)에 속하는 소라껍질을 좋아한다. 소라(Turbo cornutus) 와 같이 한국에서도 쉽게 소라과에 속하는 소라껍질들을 찾을 수 있고, 서인도소라(Cittarium pica)의 껍질은 버뮤다 섬들의 바다에서 사람들이 너무 많이 잡아 이 종의 개체수에 큰 타격을 줬다.

## 성장
모든 뭍집게들과 같이 캐리비안 뭍집게들도 탈피를 통해 자라난다. 탈피란, 외골격을 벗어내고 더 큰 외골격이 자라나는걸 말하는데, 이 과정에서 잃어버린 다리 등등이 다시 자라난다. 탈피 하기 전에, 뭍집게들은 탈피 기간을 살아남기 위해 해수를 많이 섭취하고 소라껍질에 채우고, 먹이를 많이 먹는다. 탈피하기 전에 더 작은 소라껍질로 바꿔 땅파기를 용이하게 하거나 더 큰 소라껍질로 바꿔 탈피할 때 더 많은 공간을 만들기도 한다. 준비가 끝난 다음, 뭍집게들은 굴을 파는데, 이렇기 때문에 사육 시에는 굵고 말라 있는 바닥재를 쓰면 안 된다. 완전한 어둠이 탈피호르몬인 엑디손(Ecdysone)의 분비를 시작해 탈피를 시작한다.
탈피하는 동안에,
- 외골격을 벗고,
- 잃어버린 부분이 재생되고,
- 새 외골격이 단단해지고,
- 벗은 외골격은 영양소를 보충하기 위해 먹고,
- 뭍집게가 다시 밖으로 나온다.

어떤 뭍집게들은 다른 뭍집게가 탈피할 때 땅속으로 파고 들어가 탈피중인 뭍집게와 탈피중인 뭍집게의 외골격을 먹어버리기도 하며, 지상 탈피의 경우 파고 들어갈수 없는 바닥재 때문이거나 병에 걸렸을 가능성이 있다.

## 번식
암컷 캐리비안 뭍집게는 수정된 알을 가지고 바닷가에 가서 알을 풀어주는데, 소금물이 알의 부화를 일으킨다. 유생이 성장해서 소라껍질을 찾고 또 아가미가 공기중에서 산소를 뽑아낼수 있을만큼 성숙하면 육지로 올라온다. 육지에 올라온 후로부터 민물을 마시기 시작하지만, 탈피를 하기 위해서는 바닷물이 필요하다. 마지막 성장 탈피 이후에는 물 속에서 숨쉴 수 있는 기능을 잃어버리고 물 속에 갇히면 빠져 죽을 수도 있다.